# Jolanthe (Burgund)

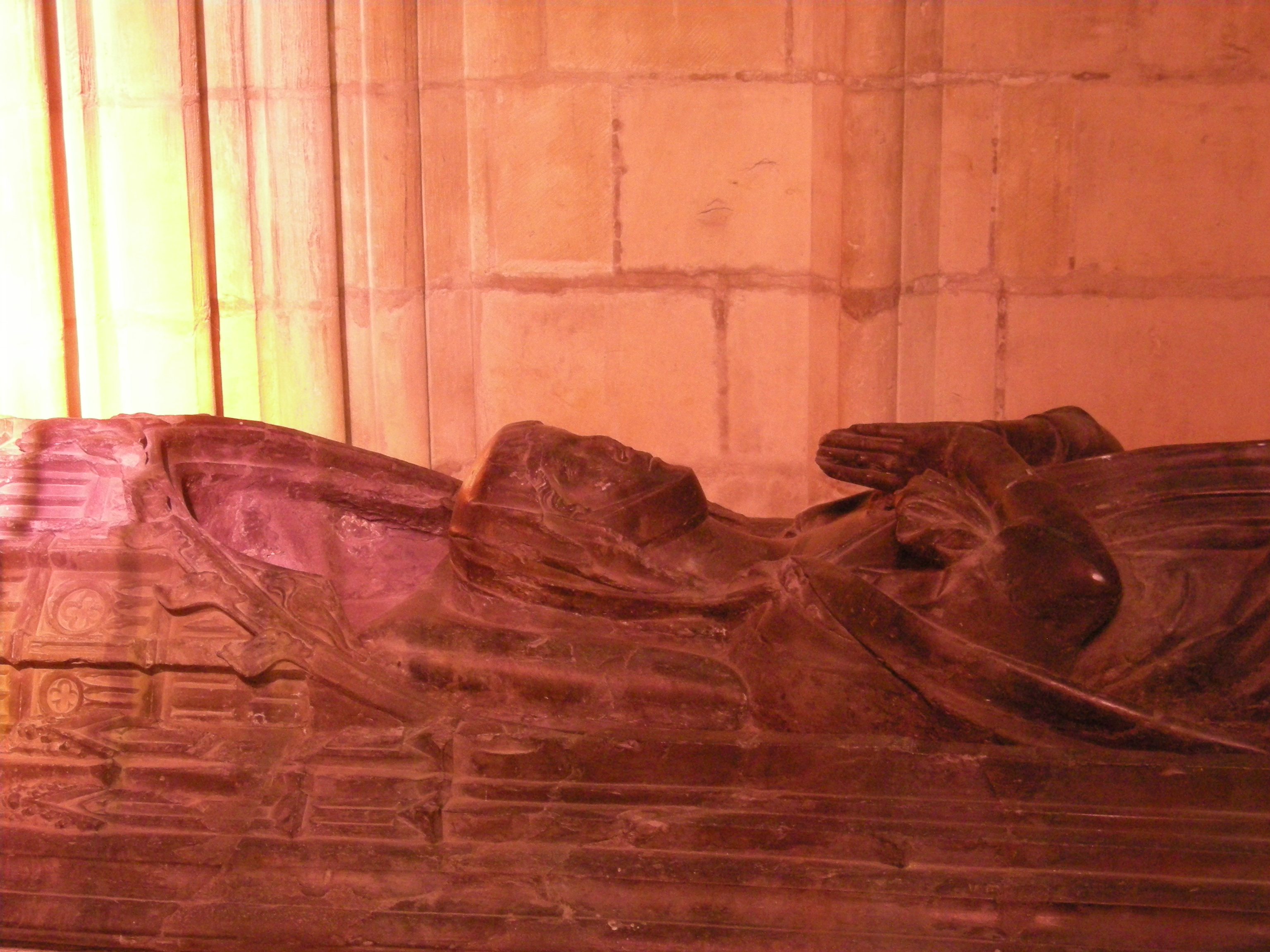
Jolanthe von Burgund, Grab in der Kathedrale von Nevers

Jolanthe von Burgund (Yolande de Bourgogne) (* Dezember 1247; † 2. Juni 1280) war Gräfin von Nevers von 1262 bis 1280, sowie Gräfin von Auxerre und Tonnerre von 1262 bis 1273. Sie war die Tochter des Erbherzogs Odo von Burgund und der Mathilde II. von Bourbon, Gräfin von Nevers, Auxerre und Tonnerre.
Sie heiratete in erster Ehe im Juni 1265 Johann von Damiette (* 1250; † 1270), Graf von Valois, Sohn des französischen Königs Ludwig IX. der Heilige und der Margarete von Provence. Ihr Ehemann starb 1270 vor Tunis an Dysenterie; die Ehe blieb kinderlos.
Im März 1272 heiratete sie in Auxerre Robert III. von Dampierre (* 1249; † 1322), Herr von Béthune, später Graf von Flandern.
- Ludwig I. (* 1272; † 1322), Graf von Nevers und Rethel, Vater des Grafen Ludwig I. von Flandern
- Robert († 1331), Herr von Marle und Cassel, ⚭ 1323 Johanna von Bretagne (* 1294, † 1364) Tochter des Herzogs Arthur II. von Bretagne und der Jolanthe von Dreux, Gräfin von Montfort
- Johanna (Jeanne) († 1333) ⚭ 1288 Enguerrand IV. von Guînes, Herr von Coucy († 1311).
- Jolanthe (Yolande) († 1313) ⚭ 1287 Gauthier III. d’Enghien († 1310).
- Mathilde ⚭ 1314 Matthias von Lothringen († 1330), Herr von Fleurines (Oise).

1273 gab sie die Grafschaften Auxerre und Tonnerre an ihre Schwestern Margarete (Marguerite) und Alix ab, behielt nur Nevers für sich und ihre Nachkommen.